# 소르본 대학교
소르본 대학교(프랑스어: Sorbonne Université)는 프랑스 파리에 소재한 프랑스의 국립 대학이다. 소르본 대학교는 파리 제4대학교(프랑스어: Université Paris-Sorbonne, Paris-IV)와 파리 제6대학교(프랑스어: Université Pierre-et-Marie-Curie, Paris-VI)가 통합되어, 2018년 1월 1일에 설립되었다. 1257년 로베르 드 소르봉(Robert de Sorbon)에 의해 설립된 파리 대학교(프랑스어: Université de Paris)를 계승한다.

## 역사
소르본 대학교는 12세기에 설립된 파리 대학교를 뿌리로 하고 있다. 1257년 콜레주 드 라 소르본(프랑스어: Collège de la Sorbonne)을 시작으로, 1885년에 다시 설립되어 1971년 13개의 대학으로 나뉜 파리 대학교를 계승하는 소르본 대학교는 세계적으로 매우 높은 명성을 갖고 있다. 파리 제4대학교와 파리 제6대학교의 통합으로 소르본의 이름을 다시 잇게 되었다. 전신인 파리 대학교는 이탈리아의 볼로냐 대학교, 영국의 옥스퍼드 대학교, 케임브리지 대학교와 더불어 서구권 최초의 대학 중 하나이다.

## 구성

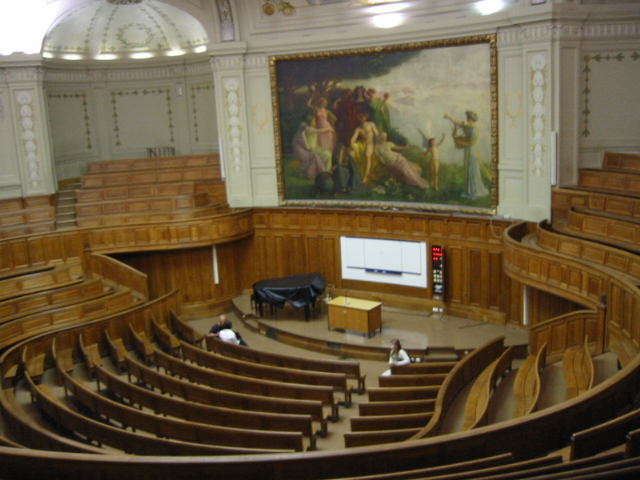
소르본 대학교의 대강의실.

소르본 대학교는 세 단과 대학으로 재편성된 학부와 연구소로 구성되어 있다.
- 인문 대학(프랑스어: la faculté des lettres)
- 자연 과학 및 공과 대학(프랑스어: la faculté des sciences et ingénierie)
- 의과 대학(프랑스어: la faculté de médecine)

## 부지

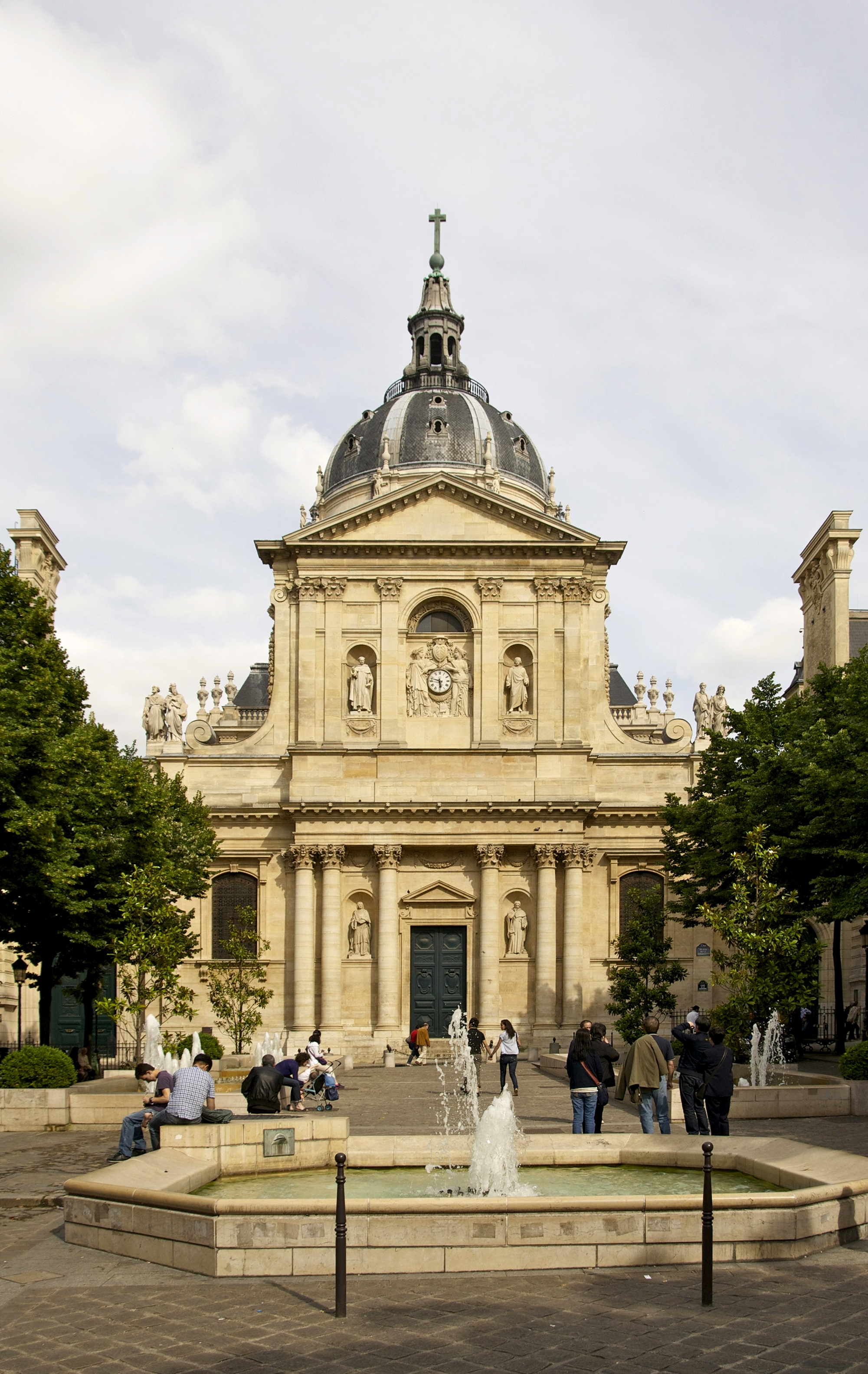
La Sorbonne, Campus Sorbonne.

소르본 대학교는 인문학을 중심으로 하는 Sorbonne 캠퍼스, 과학을 중심으로 하는 Pierre-et-Marie-Curie 캠퍼스, 의학을 중심으로 하는 Pitié-Salpêtrière 캠퍼스를 비롯하여 파리 시내외에 많은 수의 부지를 소유하고 있다.

## 교육 및 연구
소르본 대학교에는 10,200명의 외국인 학생과 4,400명의 박사 과정 학생을 포함하여 55,300명의 학생이 있다. 6,700명의 연구원 및 교직-연구원은 3개의 단과대학에서 137개의 연구 조직으로 분배되어 있다. 25% 이상의 자연과학-의학 아카데미 회원과 40%의 아카데미 프랑세즈 회원이 소르본 대학교 출신이다.
소르본 대학교는 53개의 학사 과정과 33개의 석사 과정을 제공한다. 매년 약 10,000개의 학사 및 석사 학위가 수여되고, 1,000개의 박사 학위가 수여된다.

## 제휴
소르본 대학교는 옥스퍼드, 케임브리지를 비롯한 23개의 유럽 연구 기관에 의해 설립된 유럽 연구 대학 연맹(LERU)의 회원이다. 또한 유럽 대학 연합(EUA)과 유럽 수도 대학 네트워크(UNICA)의 회원이기도 하다.

## 평가
소르본 대학교는 여러 국제 대학 순위에 이름을 올리고 있다.
- ARWU Academic Ranking of World Universities 2018: 프랑스 내 1위, 유럽 내 9위, 세계 36위[1].
- CWUR World University Rankings 2018-2019 : 프랑스 내 1위, 유럽 내 5위, 세계 29위[2].
- QS World University 2019: 프랑스 내 3위, 세계 75위.[3] 학문적 명성(academic reputation) 항목에서, 프랑스 내 1위, 유럽 내 9위, 세계 45위.
- Times Higher Education (Ranking 2018): 세계에서 가장 명성 있는 60개의 대학 중 하나[4].
- NTU에서 세계 25위[5], 수학 분야 세계 3위, 사회 과학 분야 유럽 내 3위.

## 관련 인물
소르본 대학교의 전신인 파리 제4대학교와 파리 제6대학교는 32명의 노벨상 및 필즈상 수상자를 배출했다. 더불어, 소르본 대학교의 전신인 파리 대학교 출신의 피에르 퀴리하고 마리 퀴리의 모교이기도 하다.

## 같이 보기
- 파리 제6대학교